# Aphyllocladus
Aphyllocladus  es un género  de plantas con flores en la familia Asteraceae.  Comprende 5 especies descritas y  aceptadas.

## Taxonomía
El género fue descrito por Hugh Algernon Weddell y publicado en Chloris Andina 1(1): 11. 1855. La especie tipo es: Aphyllocladus spartioides Wedd.

## Especies aceptadas
A continuación se brinda un listado de las especies del género Aphyllocladus aceptadas hasta agosto de 2012, ordenadas alfabéticamente. Para cada una se indica el nombre binomial seguido del autor, abreviado según las convenciones y usos.
- Aphyllocladus decussatus Hieron.
- Aphyllocladus denticulatus (J.Rémy ex Remy) Cabrera
- Aphyllocladus ephedroides Cabrera
- Aphyllocladus san-martinianus Molfino
- Aphyllocladus spartioides Wedd.